# Шамхазай

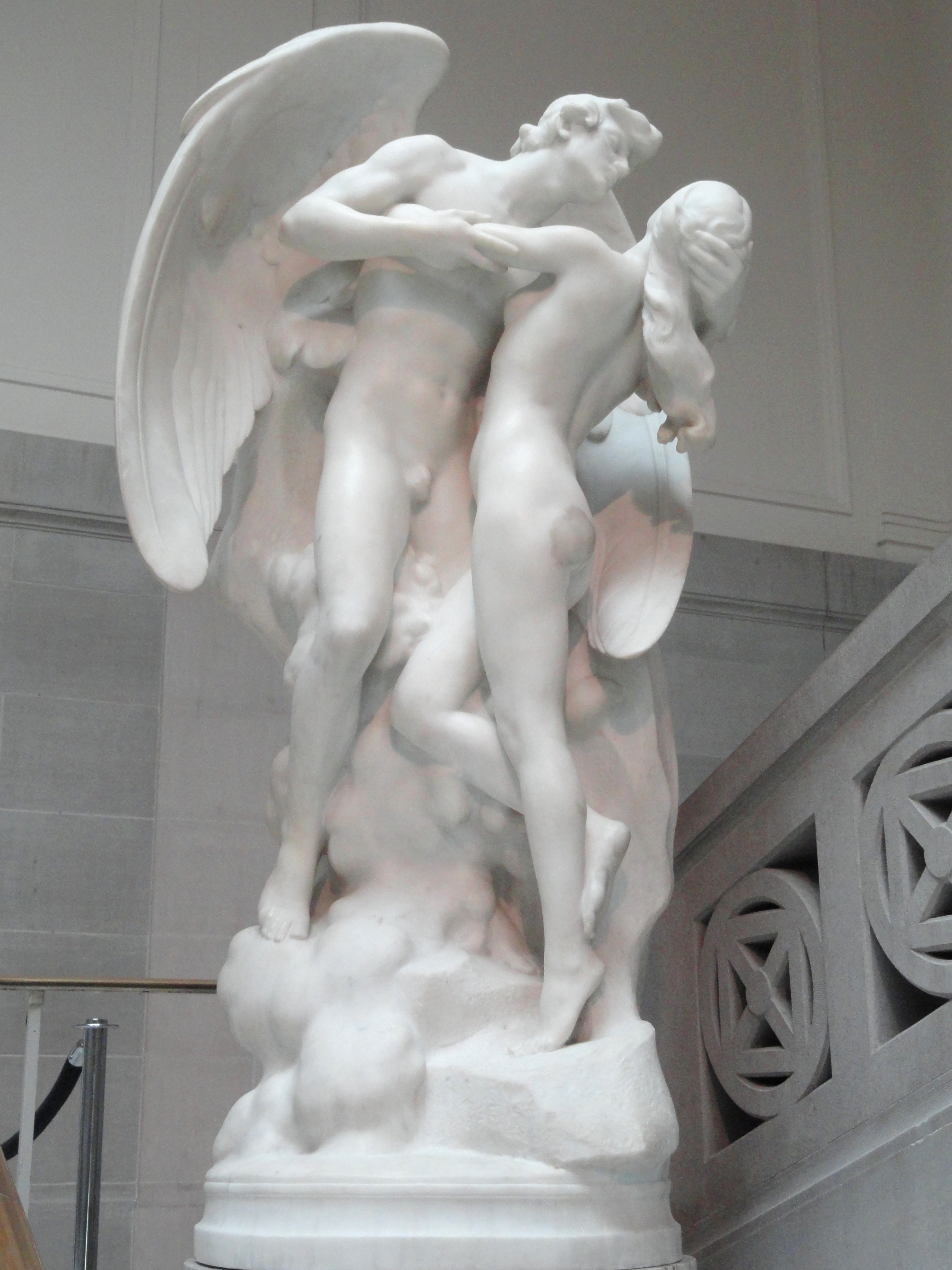
Сини бога із земними жінками, скульптура Деніел Честер Френч, 1923

Шамхазай (івр. שמהזאי‎; Самаазай або Тамхазай; Самхазай; Шамахзай; Семіаз; Семіаза; англ. Samyaza; Semjâzâ; також івр. עזה‎; Аза, Азза) — персонаж апокрифів, занепалий ангел.

## Ті, що пішли з неба
«Нефіліми» (велетні) — Шамхазай і його товариш Азазель (Азаель, або Уззаель), які пішли з неба на землю під час потопу.
За мідрашитською легендою у дні, що передували потопу, Бог висловив своє невдоволення людьми за поклоніння ідолам. Тоді Шамхазай і Азазель нагадали Богу, що ще при створенні світу вони вказали Йому на недоліки людей, які не заслуговують на увагу з боку Творця. На це Бог заперечив, що якби Шамхазай та Азазель жили на землі, то й вони стали б рабами пристрастей. Тоді обидва ангели попросили у Бога дозволу оселитися на землі, щоб прославляти Боже ім'я.
На Землі Шамхазай спалахнув любов'ю до жінки на ім'я Іштар; коли він попросив її звільнити його від влади її чар, вона зажадала від нього, щоб він назвав їй ім'я Бога (Шем га-Мефораш), за допомогою якого вона могла піти на небо. Коли він назвав ім'я Бога, вона сказала це ім'я і зійшла на небо. Після цього Шамхазай одружився з іншою жінкою, від якої мав сина Хію (Ахію), майбутнього батька біблійних царів Сігона та Ога.

## Книга Еноха
Згідно з книгою Еноха, Шамхазай — іменований у книзі Семіаз (Семіаза; Сем'яза) — не сам зійшов з неба, щоб прославляти Бога, а був вигнаний звідти разом з Азазелем та 200 іншими ангелами за захоплення жінками. Архангел Михаїл зв'язав його і ув'язнив під горами (Кн. Еноха, VI, 3; X, 10). А Гавриїл, разом з рештою трьох архангелів, схопив Семіаза та його товаришів і кинув їх у вогонь (Кн. Еноха, LIV, 6).
За одним фрагментарним текстом книги Еноха ватажком повстання та головним винуватцем розбещення жінок був Азазель. Інакше — Шамхазай був главою спокусників. Навколо нього, як центру, групується безліч талмудичних легенд. З легенди, розказаної в книзі Еноха, видно, що під начальством цих двох ватажків-повстанців, коли вони присяглися на горі Хермон скинути небесне правління, було десять вищих і сто нижчих ангелів. Карають їх архангели Михаїл, Гавриїл, Рафаїл та Уріель (Енох, IX, 1).
Шамхазай та Азазель таємно повідомляють небесні секрети цареві Соломонові. Багато ангелів були згодом звинувачені в повідомленні людям різних небесних таємниць, підслуханих ними за завісою (מאחורי הפרגוד, Бер., 186) і за це зміщені з місць (Beresch. rab., XVIII).